# Platelminți
Platelminții sau platelmintele, viermi lați (Platyhelminthes, Plathelminthes) (din greacă platus = lat + helmins, helminthos = vierme) este o încrengătură de viermi protostomieni acelomați, de tipul bine cunoscut al viermelui de gălbează, sau al panglicilor, sau al unor viermi mai puțin cunoscuți, ca planariile. Au simetrie bilaterală, corpul lățit, puternic turtit dorso-ventral, nesegmentat, lipsiți de aparat respirator și circulator, cu un singur orificiu buco-anal. Cavitatea corpului este de origine blastoceliană, plină cu parenchim mezenchimatic, care reprezintă mediul intern al animalului, sediul proceselor de metabolism. Prin lacune circulă un lichid fără o direcție definită, îndeplinind rolul sângelui sau al limfei.  În general corpul este unitar: foliaceu (seamănă cu o frunză), fuziform, sau în formă de panglică, excepție făcând Eucestodele la care este împărțit în proglote, în care se repetă aparatul genital, care asigură hiperfecunditatea (legată de viață parazitară). La formele libere tegumentul este ciliat. La cele mai multe specii tegumentul este acoperit cu o cuticulă, care împreună cu musculatura formează teaca musculo-cutanată. Speciile parazite au formațiuni cuticulare pentru fixare, constând în cârlige, spini, țepi. La formele libere spinii, țepii, dinții reprezintă armături cuticulare ale aparatului copulator. În general sunt hermafrodiți și paraziți (ex. gălbeaza, teniile), dar există și specii care trăiesc liber în apă (ex. planarii).

## Caracterele comune mai importante ale platelminților
1. Au simetrie bilaterală, bine exprimată.
2. Corpul este nesegmentat și lățit,  puternic turtit dorso-ventral.
3. În general corpul este unitar: foliaceu, fuziform, sau în formă de panglică, excepție făcând Eucestodele la care este împărțit în proglote,
4. Au o extremitate cefalică care este prevăzută cu organe de simț și, după împrejurări, cu organe de fixare.
5. Celomul este slab dezvoltat, redus la unele cavități genitale. Cavitatea primară a corpului de origine blastoceliană este plină cu un țesut special, de natură conjunctivă, numit parenchim mezenchimatic (care reprezintă mediul intern al animalului) de unde și denumirea de viermi parenchimatoși, care s-a mai dat platelmintelor. Prin lacune circulă un lichid fără o direcție definită, îndeplinind rolul sângelui sau al limfei.
6. Tegumentul se sprijină și este strîns legat de un sistem muscular, format din mai multe pături: o pătură musculară externă circulară urmată de o pătură musculară diagonală, apoi de o pătură musculară longitudinală de fibre musculare. Totul împreună constituie așa-numitul sac musculo-cutaneu (teaca musculo-cutanată). La formele libere tegumentul este ciliat.
7. Speciile parazite au formațiuni cuticulare pentru fixare, constând în cârlige, spini, țepi. La formele libere spinii, țepii, dinții reprezintă armături cuticulare ale aparatului copulator.
8. Sistemul nervos este format din ganglioni cerebroizi aflați în regiunea anterioară a corpului, din cordoane nervoase longitudinale și din ramuri transversale.
9. Se formează pentru prima dată în evoluția animalelor un tub digestiv. Acolo unde el exista, el este format dintr-un intestin anterior, de origine ectodermică (faringe, esofag) și din intestinul mijlociu, de origine endodermică. Intestinul posterior lipsește. Blastoporul devine orificiu bucal. Platelmintele sînt deci animale protostomiene. În majoritatea cazurilor orificiul anal lipsește, au un singur orificiu buco-anal.
10. Platelmintele nu posedă aparat respirator și nici aparat circulator.
11. Au un aparat excretor, care apare aici pentru prima dată în seria animalelor metazoare. El este format din nefridii de tip inferior, numite protonefridii.
12. Sunt animale hermafrodite, cu rare excepții. Organele de reproducere sunt foarte complicate.
13. În general sunt paraziți (ex. gălbeaza, teniile), dar există și specii care trăiesc liber în apă (ex. planarii).
14. La majoritatea speciilor, dezvoltarea este complicată, cu schimb de generații sexuate și asexuate și cu gazde intermediare.

## Descrierea
Viermii lați au 3 straturi de celule diferențiate: ectoderm, endoderm și mezoderm și 4 sisteme de organe cu țesuturi slab diferențiate.
Plathelminții sunt viermi clasificați ca protostomieni cu simetrie bilaterală, turtiți pe axa dorso-ventrală și cu cavitatea corpului de origine blastoceliană. Aceasta este plină cu un parenchim mezenchimatic ce reprezintă mediul intern al viermelui. În această cavitate sunt prezente lacune prin care circulă un lichid care are rolul sângelui și al limfei.
Corpul poate fi unitar sau împărțit în proglote (clasa Eucestoda). În fiecare dintre acestea aparatul genital se repetă, asigurând hiperfecunditatea. Tegumentul poate fi infranucleat, sincițial sau celular, fiind prevăzut cu cili la formele libere (Clasa Turbellaria) sau cu o cuticulă (la formele parazite din celelalte clase)și care împreună cu musculatura derivată din mezoderm formează 'teaca musculo-cutanee'
În general, la formele libere, tegumentul prezintă o rețea bogată de glande și care apar pe tot corpul acestora.La formele parazite există diverse formațiuni derivate din cuticulă și care servesc pentru fixarea parazitului de gazda sa (spini, cârlige, solzi etc.).
În cazul formelor libere formațiunile cuticulare reprezintă armături ale aparatului copulator.
Sistemul nervos-este prezent sub teaca musculo-cutană. Formele de tip primitiv (Acoela)prezintă un sistem nervos alcătuit dintr-un plex subcutanat și o comasare de elemente nervoase alcătuind un creier rudimentar. La formele mai evoluate elementele ce formează plexul se condensează și ele rezultând 3 până la 6 perechi de cordoane care se unesc între ele prin comisuri.
Organele de simț sunt mai bine dezvoltate la formele libere (tangoreceptori, statociști, oceli, fosete ciliate etc.). Formele parazite au doar celule receptoare și chemoreceptoare.
Aparatul digestiv-nu apare la toate speciile.Are un singur orificiu (orificiul bucal)apoi faringele (cu structură variată) și la sfârșit intestinul care poate avea o ramificație simplă sau poate fi închis în "fund de sac". Anusul lipsește. Tubul digestiv nu este prezent la Clasa Cestoda și familia Fecampiidae (platheminți paraziți ai clasei Turbellaria).
Aparatul excretor-corespunde tipului protonefridian. În partea terminală a acestui sistem apare o celulă cu flamură vibratilă (celulă de formă stelată cu canalicul excretor+un mănunchi de cili vibratili). Canaliculele excretoare se continuă cu un canal excretor longitudinal. Ele se pot deschide la exterior independent sau se pot uni într-un trunchi excretor. Segmentul tubular al celulei cu flamură vibratilă are o structură similară cu gulerașul citoplasmatic al choanocitelor de la spongieri.
Aparatul genital-majoritatea speciilor de plathelminți sunt hermafrodite (o excepție notabilă de la această regulă fiind genul Schistosoma, aparținând clasei Trematoda și care pot provoca boli grave la om).
Gonada femelă este împărțită in 2 segmente: segmentul vitelogen care indeplinește funcția de producere a celulelor viteline și segmentul germigen care produce ovule. La speciile cu intestin prezent glandele vitelogene merg în paralel cu traiectul acestuia, astfel facilitându-se absorbția substanțelor nutritive. La clasa Cestoda, glandele vitelogene sunt situate sub tegument. La aparatul genital femel este anexată o bursă copulatoare sau seminală, un uter pentru acumlarea ouălor, un receptacul seminal precum și o serie de glande anexe. În unele cazuri se diferențiază și un penis. Orificiile genitale se deschid la unele specii separat iar la altele se unesc într-un por comun.
Reproducerea și dezvoltarea platheminților-fecundarea este internă și încrucișată având loc prin copulare sau depunerea spermatoforului la suprafața corpului. La speciile cu gonadă femelă unitară ouăle sunt de tip ectolecit. La unele turbelariate marine larva amintește de larva trocoforă, prezentă la grupul spiraliilor (Filum Annelida, Filum Mollusca, Filum Nemertini).
Speciile parazite au cicluri evolutive mult mai complexe în care apar mai multe generații (și la un număr mare de specii și schimb de gazde).
Clasa Turbellaria (cu foarte puține excepții)prezintă forme adaptate la viața liberă.Celelalte clase cuprind în exclusivitate forme parazite. De obicei, gazda definitivă este un vertebrat, gazda intermediară poate fi atât un nevertebrat cât și un vertebrat. Cuticula formelor parazite prezintă o rezistență crescută la enzimele digestive ale gazdei dar dacă în ea apar fisuri, parazitul nu se mai poate apăra împotriva atacului enzimatic al gazdei.

## Clasificarea

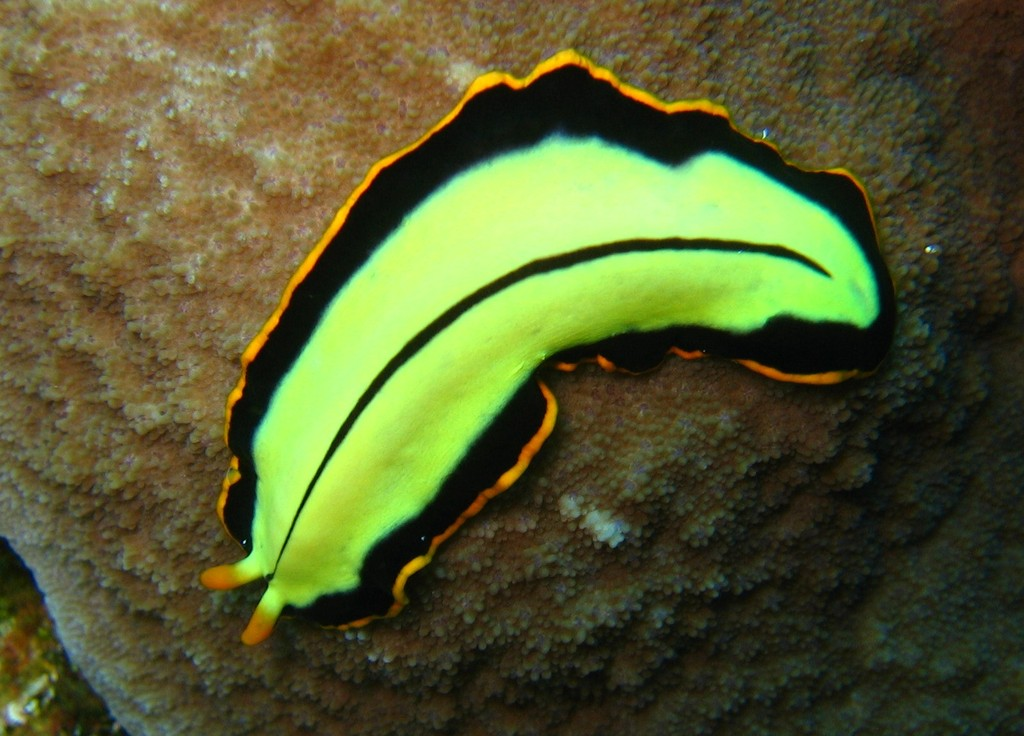
Reprezentant al clase Turbellaria Pseudoceros dimidiatus

Încrengătura Platelminte cuprinde peste 20 000 de specii de viermi, dintre care unii sunt liberi, trăind în toate mediile acvatice și pe uscat, dar cei mai mulți sunt paraziți la animale și la om. Ea se împarte în următoarele 4 clase:
1. Clasa Turbelariate (Turbellaria) : platelminte libere, prevăzute cu cili vibratili pe toată suprafața corpului.
2. Clasa Trematode (Trematoda) : platelminte parazite, cu corpul neciliat, în general scurt, ca o frunză, format dintr-o singură bucată, prevăzut cu organe de fixare, ventuze și cârlige.
3. Clasa Cestoidee sau cestode (Cestoda, Cestoidea): forme parazite, cu corpul constituit în general din mai multe bucăți numite proglote, dispuse liniar sub formă de panglică. Una dintre extremități, numită scolex, este diferențiată prin adaptare la fixare, prezentând ventuze și cârlige.
4. Clasa Monogene (Monogenea): trematode ectoparazite, fără schimbare de gazdă, deci monoxene, cu ciclul de dezvoltare de asemenea simplu, fără alternanță de generații. Trăiesc mai ales pe pești, dar se întîlnesc și la broaște și reptile, în cavități ca vezicula urinară, esofag etc. Unele trăiesc pe mamifere acvatice, mai rar pe crustacee și  cefalopode.